# Wojciech Mruk
Wojciech Mruk (ur. 1967) – polski historyk mediewista.

## Życiorys
Absolwent historii na Uniwersytecie Jagiellońskim. Doktorat w 2001 (Pielgrzymowanie do Ziemi Świętej w drugiej połowie XIV wieku; promotor: Danuta Quirini-Popławska) i habilitacja w 2011 (Franciszkanie i Ziemia Święta w XIII wieku (do roku 1291)) tamże. Pracownik Zakładu Historii Powszechnej Średniowiecznej Instytutu Historii UJ. Zajmuje się historią świata śródziemnomorskiego w wiekach średnich, życiem religijnym w świecie łacińskim oraz kontaktami chrześcijaństwa i islamu w średniowieczu.

## Wybrane publikacje
- Pielgrzymowanie do Ziemi Świętej w drugiej połowie XIV wieku, Kraków: "Historia Iagellonica" 2001.
- Loca peregrinationis terre sancte = Czternastowieczny przewodnik po Ziemi Świętej, do druku przygotował, wstępem i przypisami opatrzył Wojciech Mruk, Kraków: Towarzystwo Wydawnicze "Historia Iagellonica" 2007.
- Franciszkanie i Ziemia Święta w XIII wieku (do roku 1291), Kraków: Towarzystwo Wydawnicze "Historia Iagellonica" 2010.